# Някараву
Някараву (канн. ಞಕಾರವು) — ньа, буква алфавита каннада, ообозначает палатальный носовой согласный ([ña], ньа). Слов, начинающихся на эту букву нет, буква встречается в подстрочной форме в лигатуре «джня» — ಜ್ಞ. Символ юникода — U+0C9E.
Някараву относится к десяти согласным алфавита каннада, в которые включен символ талакатту, обозначающий звук а. Без звука а буква записывается как ಞ್ и произносится как [ñ], равно как и для сочетания с другими гласными используются вторичные формы:
| ñ | ಅ a | ಆ ā | ಇ i | ಈ ī | ಉ u | ಊ ū | ಋ ṛ | ಎ e | ಏ ē | ಐ ai | ಒ o | ಓ ō | ಔ au | ಅಂ aṃ | ಅಃ aḥ |
| ಞ್ | ಞ   | ಞಾ   | ಞಿ   | ಞೀ   | ಞು   | ಞೂ   | ಞೃ   | ಞೆ   | ಞೇ   | ಞೈ    | ಞೊ   | ಞೋ   | ಞೌ    | ಞಂ    | ಞಃ    |

Примеры сочетания двух согласных: ಜ್ಞ [jña], ಞ್ಚ [ñca]. Поскольку в алфавите каннада для написания согласных используется также диакритический знак анусвара — ಂ, то существует некоторая неоднозначность при записи согласных, например ಕಞ್ಚಿ или ಕಂಚಿ для [kaṇci].